# Tutong (distrikt)
Tutong  är ett distrikt i Brunei. Det ligger i den centrala delen av landet. Antalet invånare är 41 426. Arean är 1 166 kvadratkilometer.
Terrängen i Tutong  är platt åt nordväst, men åt sydost är den kuperad.
Tutong  delas in i:
- Keriam
- Kiudang
- Lamunin
- Mukim Pekan Tutong
- Rambai
- Tanjong Maya
- Telisai
- Ukong

Följande samhällen finns i Tutong :
- Tutong

I Tutong  växer i huvudsak städsegrön lövskog.